# Giulio Mencaglia
Giulio Mencaglia (Carrara, 1615/20 – Napoli, 1649) è stato un artista italiano.
Di grande importanza è la collaborazione con Bernardo Landini nella realizzazione della statua dedicata a Paolo di Sangro (1607-1636), 4º principe di San Severo, nel 1642, su volere del figlio Gianfrancesco (1633-1698), 5º principe di San Severo. È inoltre autore di alcune sculture nella Basilica di San Paolo Maggiore